# Босански пашалук
Босански пашалук (ејалет) је био најзападнија провинција првог нивоа Османског царства. Установљен је 1580. године и постојао је све до административних реформи средином 19. века.

## Границе
Обухватао је знатно пространство, укључујући Босну и Херцеговину, као и знатне делове данашњих територија Србије, Црне Горе и Хрватске. Његове границе на северу, западу и југу су се од 1699. године, након Великог турског рата, углавном поклапале са садашњом границом Босне и Херцеговине са Хрватском.
Средњовековне српске земље окупљене су 1580. године у босанском ејалету и одвојене од Румелијског ејалета. Током дугог рата настао је ејалет Силистрија (1593. године), који је обухватао и Београдски пашалук.
Југоисточно од босанског ејалета била је Османска Албанија, а на југу Млетачка Албанија. У свим осталим земљама, ејалет је био окружен војном границом. У саставу ејалета налазила се и земља која је постала позната као Турска Хрватска.

## Историја
Пре Босанског пашалука, основано је Босанско крајиште, а потом 1463. године Босански санџак. Издвајањем Босанског, Херцеговачког, Клишког, Крчко-личког и Пакрачког санџака из Румелијског, а Зворничког и Пожешког санџака из Будимског пашалука, 1580. године је формиран Босански пашалук.
Средином 17. века, на врхунцу своје величине, Босански пашалук је обухватао скоро целу територију данашње Босне и Херцеговине, као и делове Хрватске (делове Лике, Славоније и Далмације), Србије (данашња Рашка област), и Црне Горе, тј. њен северни део. Тада га је чинило 8 санџака и 29 капетанија (војних гарнизона):
- Босански (7 капетанија)
- Херцеговачки (4 капетаније)
- Клишки (4 капетаније)
- Крчко-лички (7 капетанија)
- Пакрачки (називао се још Цернички, Чазма или Зачасна)
- Зворнички
- Пожешки (2 капетаније)
- Бихаћки (4 капетаније)

Током османских ратова у Европи, територија Босанског пашалука се временом почела смањивати. После Карловачког мира, пашалук је сведен на четири санџака (и три од њих су били умањених територија) и дванаест капетанија.
Године 1833, Херцеговачки санџак је одвојен од Босанског пашалука и настао је Херцеговачки пашалук, на чијем челу је био везир Али-паша Ризванбеговић. Након његове смрти 1851. године, спојени су Босански и Херцеговачки пашалук и формиран је нови проширени Босански пашалук.
Прва престоница било је Сарајево (1463—1583), затим је то била Бања Лука (1583—1686), па Травник (1686—1851), и поново Сарајево (1851—1867). Године 1867. укинут је Босански ејалет, а основан Босански вилајет.
Неки од беглербегова Босанског пашалука били су Ферхат-паша Соколовић (од 1580), Абдулах-паша Тефтедарија, Хасан-паша Предојевић (1591—1593) и Нуман-паша Ћуприлић.

## Галерија
- Босански пашалук (ејалет) 1609. године
- Босански пашалук (ејалет) 1683. године
- Босански пашалук (ејалет) 1795. године